# Мартинес де Ойос, Хорхе
Хорхе Мартинес де Ойос (исп. Jorge Martínez de Hoyos; 25 сентября 1920, Мехико, Мексика — 6 мая 1997, там же) — мексиканский актёр.

## Биография
Родился 25 сентября 1920 года в Мехико. С 1928 по 1931 год вместе со своими родителями переехал в Сан-Антонио, Техас, США, где окончил начальную школу, далее продолжил своё обучение в Мехико и после окончания средней школы поступил в институт UNAM, где учился на юриста. Во время учёбы в институте UNAM он играл также в театре, руководителями которого были Эрнандо Вагнер и Энрике Руэлас. Всего под их руководством сыграл роли в тридцати пяти спектаклях вместе с будущими актёрами Игнасио Ретесом, Секи Сано и другими.
После окончания института UNAM некоторое время работал в Teatro Caracol в Париже, Франция. Дебютировал в 1948 году и вплоть до своей смерти снялся в 95 работах в кино и телесериалах. В 1955 году получил свою первую кинематографическую премию Ariel de Plata за роль в фильме «Зелёная тень», а в 1957 году он получил аналогичную премию за роль в фильме Корзина мексиканских сказок (в обоих фильмах он был номинирован на номинацию «Лучшая мужская игра»). В 1983 году актёр получил премию TVyNovelas за роль в телесериале «Габриэль и Габриэла» в номинации Лучшая ведущая роль, а в 1989 году потерпел поражение на этой же премии в номинации лучший выдающийся актёр в телесериале «Грех Оюки». Наиболее известной ролью актёра являлась роль дедушки Дона Хоакина в телесериале «Дедушка и я», за которую актёр получил премию TVyNovelas в номинации лучший выдающийся актёр.

### Последние годы жизни
Актёр очень много курил, в результате чего в последние годы жизни актёр страдал тремя заболеваниями — дыхательной недостаточностью, раком левого лёгкого и сахарным диабетом.
Скончался 6 мая 1997 года в Мехико из-за обострения всех трёх заболеваний одновременно. По желанию самого актёра, он был кремирован, местонахождение урны с прахом неизвестно.

## Личная жизнь
- В 1965 году Хорхе Мартинес де Ойос женился на актрисе Алисии Каро, с которой прожил свои лучшие 32 года совместной семейной жизни.

## Фильмография

### Телесериалы
- 1982 — Габриэль и Габриэла — Бенито (премия TVyNovelas за лучшую ведущую роль)[1].
- 1988 — Грех Оюки — Сеньор Чарльз Пойнтер (номинация TVyNovelas лучший выдающиеся актёр).
- 1989 —
  - Гидеон Оливер (США) — Доктор Бенитес.
  - Одинокий голубь (США) — По Кампо.
- 1992 — Дедушка и я — Дон Хоакин (премия TVyNovelas в номинации — «лучший выдающиеся актёр»).
- 1995 — Алондра — Альфредито.
- 1997 — Ад в маленьком городке — Чучо Риос (последняя роль в кино).

### Фильмы
- 1948 — Уголок, сойди!.. — Рабанито (первая роль в кино).
- 1949 — Уверенность игрока в рулетку — Луис.
- 1951 — Крик плоти — Гость на вечеринке.
- 1952 — Женщина, которую ты хочешь
- 1953 — Тайна экспресс-вагона
- 1954 — Зелёная тень — Педро Гонсалес (премия Ariel de Plata в номинации «лучшая мужская игра»).
- 1955 — Туннель 6 — Хосе.
- 1956 —
  - Каменная дева — Айрапуа.
  - Козёл отпущения — Инспектор Карлос Каррильо.
  - Корзина мексиканских историй — Корзинщик (премия Ariel de Plata в номинации «лучшая мужская игра»).
  - Любюители
  - Смерть в этом саду — Капитан Ферреро.
  - Тайная любовница — Максимо Тепаль.
- 1957 — Бог этого не хочет — Чема.
- 1972 —
  - Дни любви — Висенте Икаса.
  - Мстители (Мексика-США) — Чоло.
  - Сад тёти Исабель — Капитан де Бальестерос.
- 1973 — Те годы — Бенито Хуарес.
- 1992 — Хронос — Рассказчик.